# Hjo äldsta folkskola

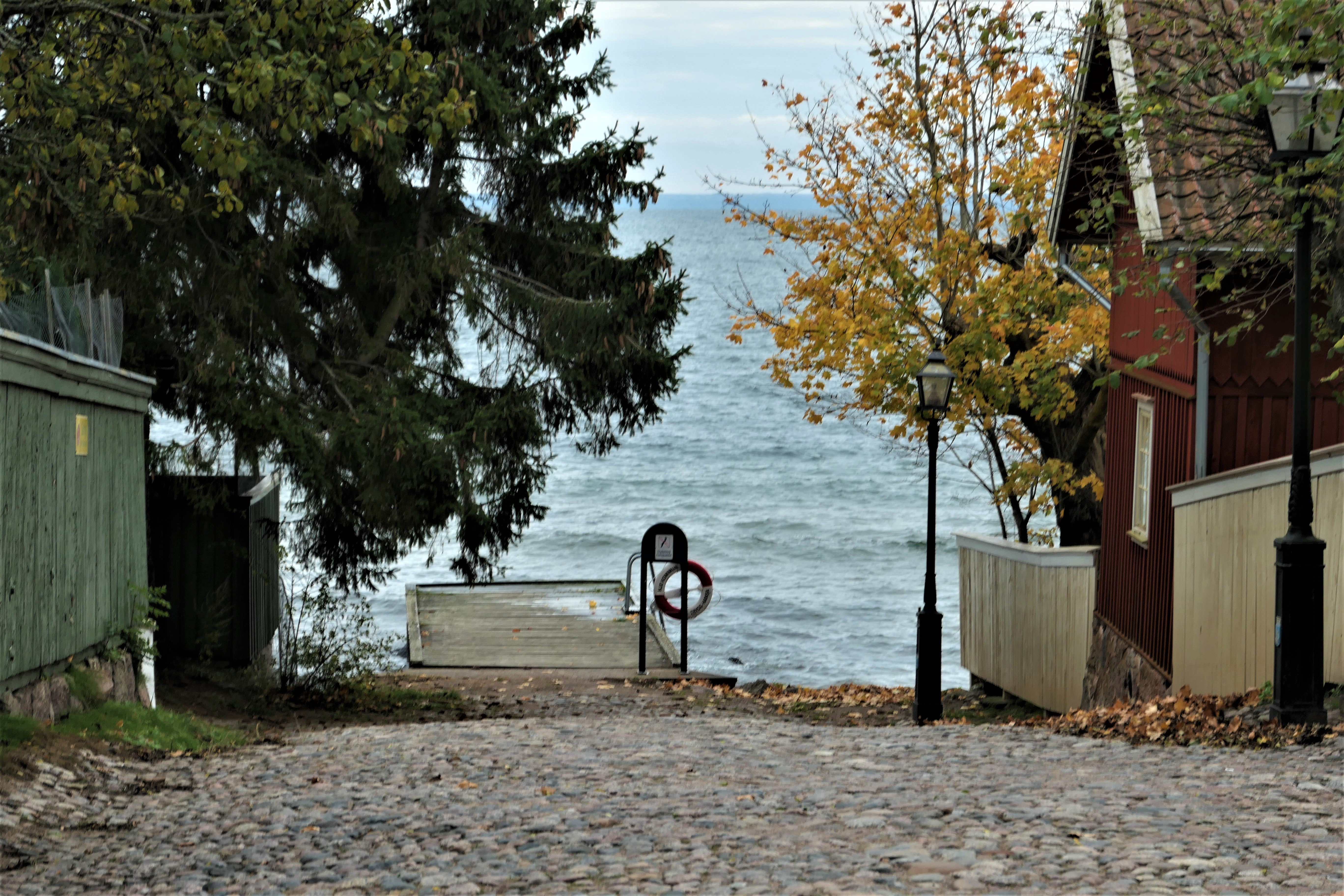
Skolbryggan vid Vättern

Hjo äldsta folkskola var den första skolan i Hjo. Huset är ett timmerhus med fasader av handhyvlad panel, som byggdes som fattighus omkring 1834 och påbyggdes med övervåning 1842, då det blev Hjos första folkskola. Det renoverades 1870 och inrymde en speceriaffär från andra hälften av 1800-talet till 1965.
Hjos folkskoleundervisning flyttade sedermera till en nyuppförd skolbyggnad vid hörnet Sjögatan/Skolgatan, och inrymdes slutligen från 1910 i en större skolbyggnad vid Skolgatan 10, numera en del av Guldkroksskolan. 
I huset fanns bland annat ett glasmästeri 1965–1985 och en och diversehandel 1985-2001. Det ombyggdes till endast bostadshus 2001–2002. 
På fastigheten finns också i nordöstra hörnet mot Sjögatan en stor faluröd uthusbyggnad, troligen från 1800-talets mitt, samt en uthuslänga från 1870. Vid Sjögatans ändpunkt vid Vätterns strand vid den tidigare skoltomten ligger Skolbryggan, som varit en allmänt tillgänglig tvättbrygga.
Storskolan har tidigare varit fattighus, skola, speceributik, glasmästeri men är numera bostad.